# Nasser Al-Dawsari
Nasser Essa Shafi Al-Shardan Al-Dawsari (arabiska: ناصر عيسى الدوسري; född 19 december 1998) är en saudisk professionell fotbollsspelare som spelar som vänsterback, defensiv mittfältare eller centralmittfältare för Saudi Pro League-klubben Al Hilal.

## Karriär
Al-Dawsari startade sin karriär i Al-Hilal 2011 vid 13 års ålder. Han gjorde sin debut för Al-Hilal den 17 december 2017 i en 2-1-förlust mot Al-Fayha FC. Den 23 november 2021 gjorde Al-Dawsari det snabbaste målet någonsin i AFC Champions League, bara 16 sekunder in i matchen. Detta bidrog till att hans lag vann en 2–0-seger över Pohang Steelers vilket säkrade en fjärde titel för Al-Hilal.

## Meriter

### Al-Hilal
- Saudi Professional League: 2017–18, 2019–20, 2020–21, 2021–22, 2023–24
- King Cup: 2019–20, 2022–23, 2023–24
- Saudi Super Cup: 2018, 2021, 2023,[3] 2024[4]
- AFC Champions League: 2019, 2021[2]

### Rekord
Snabbast mål i AFC Champions League i finalen 23 november 2021 efter 16 sekunder i matchen mot det sydkoreanska laget Pohang Steelers.